# Gbaya jezik
Gbaya jezik (kresh, kreish, kreich, kredj, kparla, kpala, kpara; ISO 639-3: krs), zapadni centralnosudanski jezik uže skupine kresh, kojim govori oko 16 000 ljudi u Južnom Sudanu (1987 SIL). 
Gbaya se sastoje od osam plemena nastanjenih poglavito u provinciji Zapadni Bahr el Ghazal, a svako govori vlastitim dijalektom. Dijalekti: naka (kresh-boro), gbaya-ndogo (kresh-ndogo), gbaya-ngbongbo (kresh-hofra), gbaya-gboko, orlo (woro), gbaya-dara, dongo.
Ne smije se brkati s gbaya jezicima iz ubangijske skupine iz Srednjoafričke Republike.

## Vanjske poveznice
- Ethnologue (14th)
- Ethnologue (15th)